# Acervo MPB
Acervo MPB é um programa de televisão brasileiro que exibe na íntegra, desde 1996 espetáculos recentes gravados com exclusividade pela TV Brasil e apresenta o que de mais genuíno tem a música popular brasileira. Patrimônio cultural e riqueza musical, oferecidos ao público a partir do acervo da emissora. O programa passa ser pela exinta TVE Brasil.

## Ficha técnica
- Diretores: Ricardo Pavão, Luiz Carlos Pires Fernandes e Walter Fernandes Jr.
- Produção executiva: Tereza Cristina Eustáquio, Marinete D'Angelo, Socorro Fereira e Maria dos Anjos Hasselmann
- Roteiro: Eliezer Moreira, Sandra Louzada e Flávia Lima
- Edição: Osmério Eller, Francisco Policarpo, Carlos Damião, Carlos Sartori e Claudio Luis Guteres
- Diretor de Estúdio: Plínio Marcos
- Apresentação: João Estevam
- Reportagem: Fernanda Dedavid
- Produção: Socorro Ferreira e Ubirajara Passos
- Assistente de produção: Leonardo Dill
- Assistente de edição: Victor Barroco
- Estagiária: Aline Paes
- Interprogramas: Renata
- Gerente Musical: Ricardo Vilas
- Conteúdo: Tereza Cristina Eustáquio e Miguel Sá
- Jurídico: Paulo Miranda
- Trilhas e conteúdo: Flávia Ventura
- Produção fonográfica: Michel Lourenço
- Estagiário de Gerência Musical: João Nacif